# Parahelops falklandicus
Parahelops falklandicus es una especie de coleóptero de la familia Perimylopidae.

## Distribución geográfica
Habita en las Islas Malvinas.